# Ʒ
Ʒ, ʒ (Ezh, tailed z) 是扩展拉丁字母之一。

## 用于国际音标
小写的 ʒ 是國際音標的一个字母，代表濁齒齦後擦音。例如英语的 vision /ˈvɪʒən/。在阿布哈茲語拉丁運動時期(1926-1928)代表濁齒齦塞擦音/[d͡z]/。
作为一个音标符号，ʒ 源自1847年
艾薩克·皮特曼创立的英语表音音标，在 z 下面加一个钩。中世纪的曲线形式拉丁字母 z，演变至哥特体 z 字（𝖟），形状与 ʒ 相似。但在电脑文字处理上，后者只视为 z 字形上的不同，而非当作 ezh。（但是，中古高地德语有 ȥ，是 z 加上一个比 ezh 小的钩，那与 z 和 ʒ 都不同。）

草书体小写字母 z
ezh 的一种无衬线字体

## 用于拼写某些非洲语言
ʒ 在某些斯科特-萨米语 (Skolt Sami) 的拼字法中作为一个字母，另外还有加上 caron 的（Ǯ ǯ）。它们代表舌尖音（ʒ）和后舌尖音（Ǯ）。它也在一些非洲语言的拼字法中出现，例如贝宁的 Aja 语、加纳的 Daghbani 语，但这些语言的大写字母像倒转的 Σ，暂未在电脑编码中出现。
ʒ 也是非洲参考字母之一。

## Ezh 和 Yogh

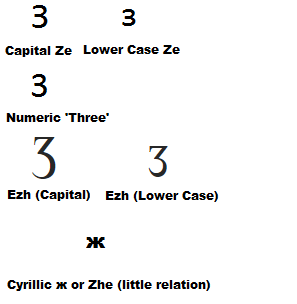
西里尔字母 З з、阿拉伯数字 3、扩展拉丁字母 Ʒ ʒ、西里尔字母 Ж ж 的辨别

在 Unicode 1.0 版本，这字母与一个完全没有关系的 Ȝ ȝ (Yogh) 统一，直至 Unicode 3.0 版本才获更正。在字母发展上， ʒ 来自拉丁字母 z ，而 Ȝ 来自拉丁字母 g。

## 字符编码
| 字符编码 | Unicode |
| -------- | ------- |
| 大写 Ʒ   | U+01B7  |
| 小写 ʒ   | U+0292  |
| 大写 Ǯ   | U+01EE  |
| 小写 ǯ   | U+01EF  |
| 大写 Ƹ   | U+01B8  |
| 小写 ƹ   | U+01B9  |
| 小写 ƺ   | U+01BA  |

## 参看
- Ǯ, ǯ
- Ƹ, ƹ
- Ӡ ӡ（西里尔字母）
- Zh（二合字母）